# Weizenbrand
Weizenbrand, verursacht durch den Pilz Magnaporthe oryzae pathotype Triticum (MoT), ist eine schwerwiegende Pilzkrankheit, die weltweit Weizenfelder bedroht. Diese Krankheit stellt, verstärkt durch die globale Erwärmung, eine zunehmende Gefahr für die globale Ernährungssicherheit dar.

## Geschichte
Weizenbrand wurde ursprünglich in den 1980er-Jahren in Brasilien entdeckt, hat sich seither jedoch über Ländergrenzen hinweg ausgebreitet und bedroht nun Weizenanbaugebiete in tropischen und subtropischen Regionen weltweit. Die Krankheit, die dunkle Flecken auf Blättern und Ähren hinterlässt, führt zu drastischen Einbußen in Qualität und Quantität der Ernte.

## Rolle der globalen Erwärmung
Die Überhitzung des Klimasystems der Erde verschärft das Problem des Weizenbrands, indem sie die Bedingungen für die Ausbreitung des Pilzes verbessert. Feuchtwärmere Klimazonen begünstigen die Verbreitung von Magnaporthe oryzae, was zu einer Ausdehnung der anfälligen Gebiete führt. Prognosen deuten darauf hin, dass bis zur Mitte des Jahrhunderts die weltweite Weizenproduktion um 13 Prozent zurückgehen könnte, was erhebliche Auswirkungen auf die Ernährungssicherheit hätte.

## Verbreitung
Seit seiner Entdeckung in Brasilien hat sich Weizenbrand in Nachbarländer und darüber hinaus ausgebreitet, mit Fällen in Südamerika, Bangladesch, Sambia und der Befürchtung weiterer Ausbreitung in Südasien und Südafrika. Besonders gefährdet sind dabei Südamerika sowie Teile von Afrika und Asien, während Europa und Ostasien bisher weniger betroffen sind.

## Strategien zur Bekämpfung
Die Bekämpfung von Weizenbrand erfordert einen integrierten Ansatz, der Resistenzzüchtung, den Einsatz von Fungiziden – trotz zunehmender Resistenzprobleme – und kulturelle Praktiken umfasst. Die Identifizierung neuer Resistenzquellen, die nicht auf den 2NS-Trägern basieren, ist dringend zum Entgegenwirken der Erosion der Resistenz durch neue MoT-Isolate nötig. Quarantänemaßnahmen und Krankheitsvorhersage sind ebenfalls wichtige Komponenten eines umfassenden Managements.
Die Kombination von Wachstums- und Ertragsmodellen für Weizen mit neu entwickelten Modellen für Weizenbrand bietet ein umfassendes Bild der Bedrohung und ermöglicht es, präzise Schätzungen zur Vulnerabilität unter aktuellen und zukünftigen Klimabedingungen zu liefern. Die Identifizierung von Resistenzquellen, ein besseres Verständnis der Ökologie von MoT und der Epidemiologie des Weizenbrands sind essenziell zur Entwicklung effektiver Kontrollstrategien und zum Schutz der globalen Weizenproduktion.